# Tre Ming
Wendell Tre Ming Burrows (Hamilton, 11 aprile 1994) è un calciatore britannico, centrocampista del PHC Zebras e della Nazionale bermudiana.

## Caratteristiche tecniche
È un mediano.

## Carriera

### Club
Ha cominciato a giocare al PHC Zebras. Nel 2011 è passato al Bermuda Hogges. Nel 2012 è tornato al PHC Zebras. Nel 2013 viene acquistato dal Thomas Terriers. Nel 2014, dopo aver giocato in prestito all'IMG Academy Bradenton, torna al Thomas Terriers. Nel 2015 si è trasferito al PHC Zebras.

### Nazionale
Ha debuttato in Nazionale il 14 luglio 2013, in Bermuda-Groenlandia (3-0), subentrando a Zeiko Lewis al minuto 81. Ha debuttato in Nazionale il 26 marzo 2016, in Bermuda-Guyana Francese (2-1), siglando la rete del momentaneo 1-1 al minuto 42. Ha partecipato, con la Nazionale, alla CONCACAF Gold Cup 2019.